# Альціон бораборський
Альціо́н бораборський (Todiramphus tutus) — вид сиворакшоподібних птахів родини рибалочкових (Alcedinidae). Мешкає на островах Полінезії.

## Опис
Довжина птаха становить 22 см. У представників номінативного підвиду лоб білий, над очима білі "брови", на обличчі зеленувато-чорна "маска", що переходить у зеленувато-чорну потилицю. Ті'мя, крила і хвіст синьо-чорні, шия і нижня частина тіла білі. Дзьоб зерху чорний, знизу жовтуватий або роговий, края і кінчик дзьоба темні. Очі темно-карі, лапи чорні. У представників підвиду T. t. atiu тім'я переважно біле, поцятковане зеленуватими смужками, на центральній частині тімені синьо-зелена пляма. У представників підвиду T. t. mauke лоб, шия і нижня частина тіла охристі. У молодих птахів лоб, шия, нижня частина тіла і края покривних пер крил оранжево-жовті.

## Підвиди
Виділяють три підвиди:
- T. t. tutus (Gmelin, JF, 1788) — центральні острови Товариства (Французька Полінезія);
- T. t. atiu (Holyoak, 1974) — острів Атіу[en] (острови Кука);
- T. t. mauke (Holyoak, 1974) — острів Мауке (острови Кука).

Мангаянський альціон раніше вважався підвидом бораборського альціона, однак був визнаний окремим видом.

## Поширення і екологія
Бораборські альціони мешкають на островах Кука та у Французькій Полінезії. Вони живуть в густих вологих рівнинних і гірських тропічних лісах, в заростях на берегах річок і струмків, в мангрових лісах, на полях, кокосових плантаціях і в садах. Зустрічаються поодинці або парами. Живляться комахами, а також павуками, червами, креветками, дрібними прісноводними рибами і дрібними ящірками. Гніздяться в дуплах.

## Збереження
МСОП класифікує стан збереження цього виду як близький до загрозливого.  За оцінками дослідників, популяція бораборських альціонів становить від 2500 до 10000 птахів. Їм загрожує знищення природного середовища.